# Jonas Ahl
Jonas Mikael Ahl född 13 mars 1978 i Vänersborg, är en svensk rugbytränare som varit förbundskapten för Sveriges damlandslag i rugby union 2010–2012.